# Leonid Filatov
Leonid Alexeevitch Filatov, em russo: Леони́д Алексе́евич Фила́товⓘ (Cazã, 24 de dezembro de 1946 – Moscou, 26 de outubro de 2003) foi um ator, diretor e poeta russo-soviético. Apesar da doença que o atingiu nos anos 1990, nesta época ele fora amplamente reconhecido, sendo laureado Artista do Povo da Rússia em 1996 e posteriormente recebendo o Prêmio Nacional da Federação Russa.